# 東福寺 (神戸市兵庫区)
東福寺（とうふくじ）は、兵庫県神戸市兵庫区五宮町にある寺院である。

## 歴史
寺伝によると延暦年間に操勅僧正（弘法大師の師匠）が開山。源平の戦いで一時焼失。
延宝2年燈譽酉傳上人により浄土宗に改宗。本堂は、1782年（天明2年）・1906年（明治39年）・1936年（昭和11年）に建て替える。
山号の伝説では、昔は海岸線が現在よりずっと山側にあって、湊川は流れが深く、船舶が上下し潮水が山門にまで達していたといわれる。

## その他
- 1995年の阪神・淡路大震災により、本堂・庫裡共に全壊、1998年（平成10年）に再建。

## 札所本尊
- 聖観音

## 付近札所寺院
- 祥福寺（福原西国三十三観音霊場18番札所）は、当寺のすぐ北の丘の上にある。

## 交通
- 神戸市バス - 五宮町バス停下車